# Urueñas
Urueñas er en by og kommune i det centrale Spanien i provinsen Segovia. Den har et indbyggertal på 98 (2024) indbyggere.